# Stara Orschyzja
Stara Orschyzja (ukrainisch Стара Оржиця; russisch Старая Оржица Staraja Orschiza) ist ein Dorf im Osten der ukrainischen Oblast Kiew mit etwa 1000 Einwohnern (2001).

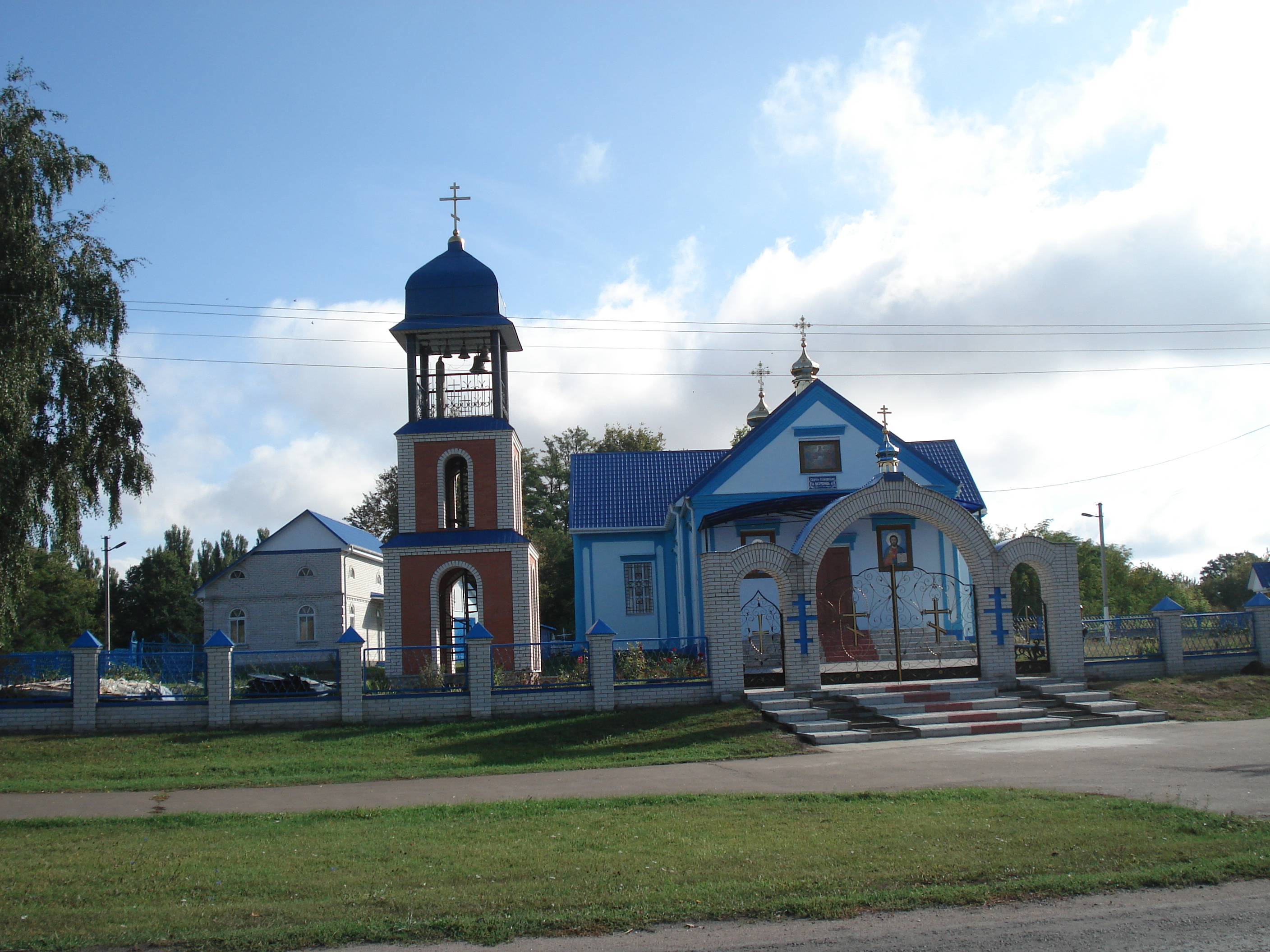
Kirche im Dorf

Das erstmals 1716 schriftlich erwähnte Dorf liegt auf einer Höhe von 135 m am Ufer der Hnyla Orschyzja (Гнила Оржиця), einem 98 km langen, linken Nebenfluss der Orschyzja (Оржиця), 11 km südöstlich vom ehemaligen Rajonzentrum Shuriwka und 110 km östlich vom Oblastzentrum Kiew.
Am 12. Juni 2020 wurde das Dorf ein Teil der neugegründeten Siedlungsgemeinde Shuriwka, bis dahin bildete es die gleichnamige Landratsgemeinde Stara Orschyzja (Старооржицька сільська рада/Staroorschyzka silska rada) im Osten des Rajons Shuriwka.
Am 17. Juli 2020 kam es im Zuge einer großen Rajonsreform zum Anschluss des Rajonsgebietes an den Rajon Browary.